# John Milne Bramwell
John Milne Bramwell (11 de maio de 1852 – 16 de janeiro de 1925) foi um médico, cirurgião e hipnotizador médico escocês. Ele nasceu em Perth e estudou na Universidade de Edimburgo .
O quarto filho e filho mais novo de James Paton Bramwell (1824-1890), cirurgião-chefe consultor da Perth Royal Infirmary e Eleanor Bramwell, née Oliver (1821-1901), John Milne Bramwell nasceu em Perth, Escócia, em 11 de maio de 1852.
Uma de suas irmãs, Elizabeth Ida Bramwell (1858-1940), tornou-se famosa no Canadá como a sufragista Ida Douglas-Fearn.
Uma segunda irmã, Eleanor Oliver Bramwell (1861–1923), casou-se com Frank Podmore (1855–1910), pesquisador psíquico, membro da Society for Psychical Research e membro fundador da Fabian Society .
Casou-se com Mary Harriet Reynolds ( c. 1851 - 27 de maio de 1913) - a filha sobrevivente mais velha do capitão Charles Sheppard Reynolds (1818-1853), anteriormente do 49º Regimento, Infantaria Nativa de Bengala e Comissário Assistente das Províncias de Assam, e Jessie Bramwell, née Blanch (1825-1825- ?), que havia nascido em Assam, Índia — na Igreja de São João Evangelista, em East Dulwich, em 6 de julho de 1875.
Eles tiveram dois filhos: Mary Eleanor Oliver Bramwell (c.1876-?) e Elsie Dorothy Constant, née Bramwell (1880–1968).
Ele morreu em 16 de janeiro de 1925 no Miramare Palace Grand Hotel em Ospedaletti, Itália .

## Educação
Educado na Perth Grammar School e na Universidade de Edimburgo, graduou-se MBCM ( Medicinae Baccalaureus, Chirurgiae Magister ) na Universidade de Edimburgo em 1873, na mesma coorte de Charles Braid (1850–1897), neto de James Braid .
Quando Bramwell se formou na Universidade de Edimburgo, a Liverpool, Brasil, e a River Plate Steam Ship Company o nomearam cirurgião. No ano em que trabalhou para eles fez três viagens de ida e volta ao Brasil.
Então, por um curto período, ele foi cirurgião assistente no Perth City and County Infirmary, antes de se mudar para Goole em Yorkshire, onde trabalhou como clínico geral, em parceria com Malcolm Morris (1847–1924) FRCS (Edimburgo) e mais tarde com o renomado dermatologista Sir Malcolm Morris KCVO, do St Mary's Hospital, em Londres .
Bramwell continuou a praticar em Goole por dezesseis anos até que seu interesse e habilidades em hipnotismo o levaram a Londres em novembro de 1892 onde se tornou um especialista altamente respeitado em hipnotismo médico.

    "My first introduction to the subject was indirectly due to James Esdaile. As we
have seen, after leaving India he lived for some time in my native town, Perth,
and many of his experiments were seen and afterwards reproduced by my father,
the late Dr. J. P. Bramwell. These experiments, which as a boy I witnessed from
time to time, deeply impressed me; and reproduced I eagerly devoured such books
on the subject as my father possessed, notably Dr. Gregory's Animal Magnetism
and a translation of Reichenbach's work.
    When a student at Edinburgh, my attention was again drawn to hypnotism by
Professor John Hughes Bennett. A résumé of Braid's work and theories formed a
regular part of his course of physiology, and he confidently asserted that one day
hypnotism would revolutionise the theory and practice of medicine.
    Soon after leaving Edinburgh I became busily engaged in general practice, and
hypnotism was almost forgotten until I learned that it had been revived in the wards
of the Salpêtrière. Of the methods and theories in vogue there I knew nothing, but
determined, if opportunity occurred, to go to Paris to study them. Before this chance
arrived, however, a case occurred in my own practice in which hypnotic treatment was
apparently indicated. Although I told my patient how little I knew of the subject, I had
no difficulty in hypnotising him. My success encouraged me to persevere – at first
cautiously amongst personal friends, and then more and more boldly amongst my
patients in general.
    On March 28th, 1890, I gave a demonstration of hypnotic anæsthesia to a
large gathering of medical men at Leeds. This was reported in the British Medical
Journal and the Lancet, and, in consequence, so many patients were sent to me
from different parts of the country that I decided to abandon general practice, and
to devote myself to hypnotic work.
    As I was well aware of the fate that had awaited earlier pioneers in the same
movement [viz., hypnotism], I naturally expected to meet with opposition and mis-
representation. These have been encountered, it is true ; but the friendly help
and encouragement received have been immeasurably greater. I have also had
many opportunities of placing my views before my professional brethren, both
by writing and speaking, opportunities all the more valued because almost always
unsolicited. My interest in hypnotism has brought me in contact with many medical
men in other countries, and I owe a debt of gratitude for the kindness and courtesy
invariably shown me by those whose cliniques I have visited in France, Germany,
Belgium, Sweden, Holland, and Switzerland. …"

Seu pai tinha visto James Esdaile (1808-1859) no trabalho e, quando criança, Bramwell tinha visto seu pai replicar os experimentos hipnóticos de Esdaile.
Enquanto estudava medicina na Universidade de Edimburgo, foi influenciado por John Hughes Bennett (1812–1875), autor de The Mesmeric Mania of 1851, With a Physiological Explanation of the Phenomena Produced (1851), que reviveu o interesse de Bramwell pelo hipnotismo.
Em 28 de março de 1890, Bramwell deu uma demonstração pública em Leeds do uso do hipnotismo para anestesia odontológica e cirúrgica.
Ele viajou muito pela Europa e visitou a maioria dos importantes centros de hipnotismo. Ele também observou diretamente o trabalho de Hippolyte Bernheim (1840–1919) em Nancy, Jean-Martin Charcot (1825–1893) na Salpêtrière em Paris, Frederik Willem van Eeden (1860–1932) e Albert Willem van Renterghem (1846–1939 ) em Amsterdã, Ambroise-Auguste Liébeault (1823–1904) em Nancy e Otto Georg Wetterstrand (1845–1907) em Estocolmo, em suas respectivas clínicas.
Bramwell, que havia visitado Charcot, o famoso neurologista francês, fundador da " Escola de Histeria " no hospital Salpêtrière em Paris, caracterizou Charcot e seu trabalho como um retrocesso ao mesmerismo.

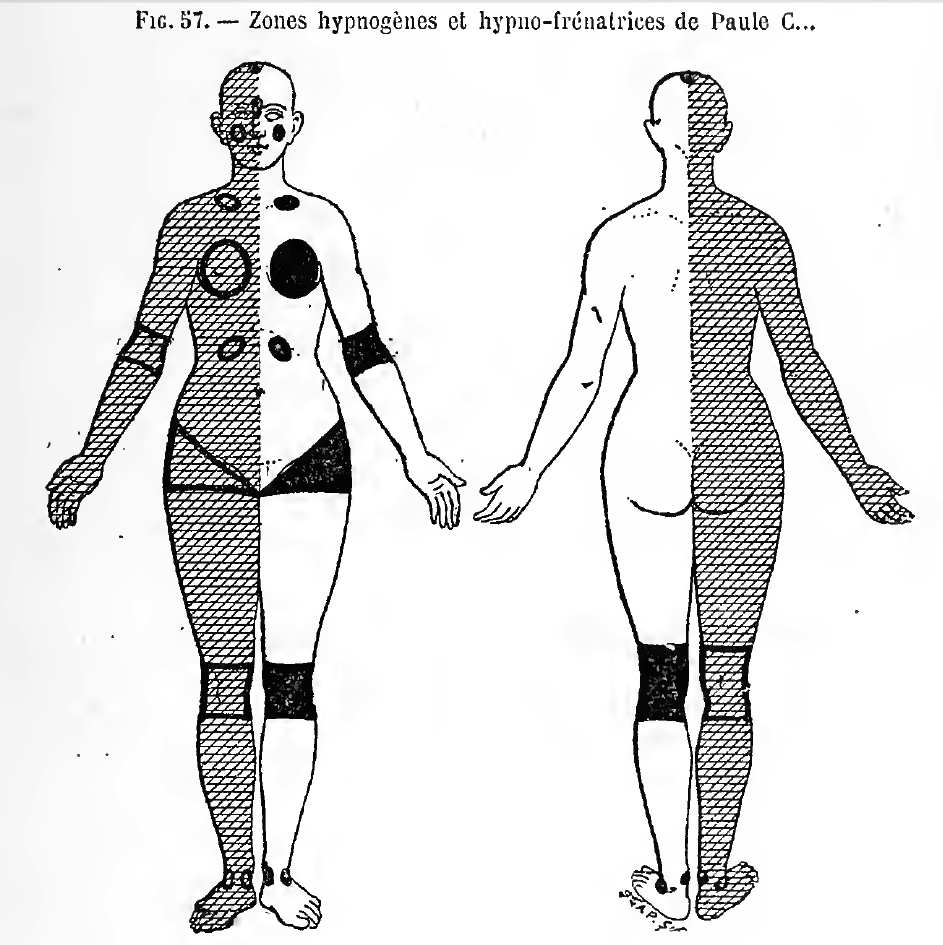
Diagrama de 1884 de Pitres das 'zonas hipnogênicas' e 'zonas de detenção de hipno' em seu paciente, "Paule C—"

Por volta de 1885, um associado de Charcot, Albert Pitres, outro famoso neurologista francês do hospital Salpêtrière, em um retrocesso ao freno-mesmerismo, foi ainda mais longe, afirmando ter descoberto as zonas hypnogènes, ou "zonas hipnogenéticas" que, segundo ele, quando estimulados jogavam as pessoas no estado hipnótico, e as zonas hypnofrénatrices ou "zonas de apreensão de hipno", que, quando estimuladas, expulsavam abruptamente as pessoas desse mesmo estado hipnótico (Pitres, 1891, passim).
Bramwell também visitou Nancy em duas ocasiões. A partir de suas observações e discussões, ele sentiu que Hippolyte Bernheim e Ambroise-Auguste Liébeault tinham feito pouco além de reproduzir as primeiras descobertas de Braid. Bramwell também estava certo de que eles não sabiam nada sobre os desenvolvimentos posteriores de Braid de suas teorias e práticas, sua terminologia alterada e sua compreensão madura das aplicações da sugestão hipnótica. Na visão de Bramwell, a posição teórica que Braid ocupou no final de sua vida (a saber, 1860) era consideravelmente mais avançada do que qualquer coisa promovida pela " Escola de Sugestão " em Nancy trinta e cinco anos depois.

        In the history of hypnotism, especially in reference to its development from mesmerism, there are several facts which ought never to be forgotten.

    Elliotson and Esdaile, however mistaken in their theories, were far in advance of their fellows.
    Amid much that was false, they had discovered genuine phenomena, and investigated them in a scientific spirit, and successfully employed their knowledge for the relief of pain and the cure of disease.
    Further, we shall see, when dealing with theories, that their fallacies and mistakes were reproduced in an exaggerated form by Charcot and his disciples.
    Braid did not destroy mesmerism root and branch, and substitute hypnotism as something totally distinct in its place.
    He might rather be said to have taken over the business of his predecessors, to have written off as valueless much of what they regarded as assets, and to have reconstructed a company on new lines.
    [Braid's] views, too, as already mentioned, underwent constant change and development; and I hope to show, when discussing hypnotic theories, that he ended by holding opinions which are far in advance of those generally accepted at the present day.
                    Bramwell, Hypnotism, etc. (1903), p.39.
Juntamente com outros membros da Society for Psychical Research, como Henry Sidgwick (1838–1900), William James (1842–1910), Frederic Myers (1843–1901), Charles Lloyd Tuckey (1854–1925), Eleanor Sidgwick (1845) –1936), Edmund Gurney (1847–1888) e Arthur Myers (1851–1894) — Gurney e os dois irmãos Myers visitaram a Salpêtrière e Nancy em 1885 — Bramwell fez uma investigação científica completa do hipnotismo e fenômenos hipnóticos e, por meio de suas palestras, demonstrações públicas, pesquisas e publicações, muito contribuiu para aumentar o conhecimento do potencial do hipnotismo, especialmente como uma forma eficaz de intervenção médica.

## Promotor e defensor da herança de James Braid

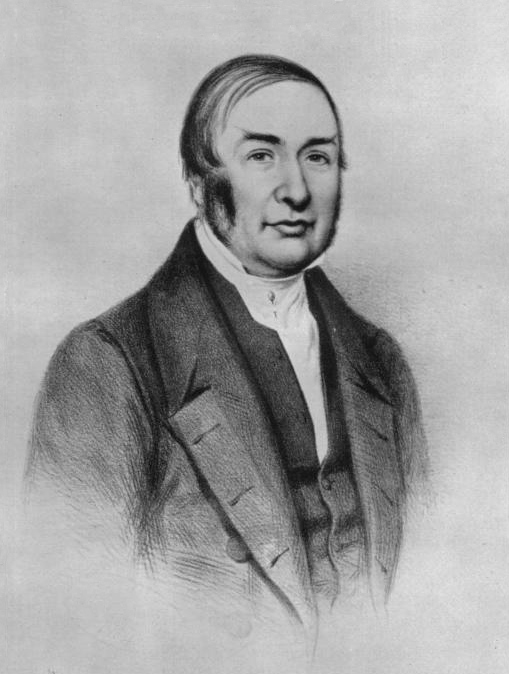
James Braid (1795-1860).

Um talentoso médico especialista em hipnose e hipnoterapeuta por direito próprio, Bramwell fez um estudo profundo das obras de James Braid, o fundador do hipnotismo, e ajudou a reviver e manter o legado de Braid na Grã-Bretanha.
Bramwell havia estudado medicina na Universidade de Edimburgo no mesmo grupo de estudantes que o neto de Braid, Charles. Consequentemente, devido aos seus estudos em Edimburgo, especialmente com Bennett, ele estava muito familiarizado com Braid e seu trabalho; e, mais significativamente, por meio de Charles Braid, ele teve acesso a publicações, registros, papéis etc. de Braid que ainda eram de propriedade da família Braid. Ele foi, talvez, perdendo apenas para Preyer em sua ampla familiaridade com Braid e suas obras.
Em 1896 Bramwell observou que, "[o nome de Braid] é familiar para todos os estudantes de hipnotismo e raramente é mencionado por eles sem o devido crédito ser dado ao importante papel que ele desempenhou no resgate dessa ciência da ignorância e superstição". Ele descobriu que quase todos aqueles estudantes de hipnotismo acreditavam que Braid "tinha muitas visões errôneas" e que "as pesquisas de investigadores mais recentes [tinham] refutado [essas visões errôneas]".
Descobrindo que "poucos parecem estar familiarizados com qualquer um dos trabalhos [de Braid], exceto Neurypnology ou com o fato de que [Neurrypnology ] foi apenas um de uma longa série sobre o tema do hipnotismo, e que nos últimos seus pontos de vista mudaram completamente", Bramwell estava convencido de que essa ignorância de Braid, que surgiu do "conhecimento imperfeito de seus escritos", era ainda agravada por pelo menos três "opiniões universalmente adotadas"; a saber, que Braid era inglês (Braid era escocês), "acreditava em frenologia" (Braid não) e "não sabia nada de sugestão" (quando, na verdade, Braid era seu mais forte defensor).
A visão equivocada de que Braid não sabia nada sobre sugestão – e que toda a “história” da terapêutica sugestiva começou com a Escola de “Sugestão” de Nancy no final da década de 1880 – foi amplamente promovida por Hippolyte Bernheim:
A diferença entre Braid e a Escola de Nancy, no que diz respeito à sugestão, é inteiramente de teoria, não de prática. Braid empregou a sugestão verbal na hipnose com a mesma inteligência de qualquer membro da escola de Nancy.
Este fato é negado por Bernheim, que diz: "É estranho que Braid não tenha pensado em aplicar a sugestão em sua forma mais natural - a sugestão pela fala - para provocar a hipnose e seus efeitos terapêuticos. Ele não sonhava em explicar os efeitos curativos do hipnotismo por meio da influência psíquica da sugestão, mas fazia uso da sugestão sem sabê-la."
Esta afirmação tem sua única origem na ignorância [de Bernheim] das obras posteriores de Braid…
[Ao contrário de Bernheim, Braid] não considerava a sugestão [verbal] como explicativa dos fenômenos hipnóticos, mas... [ele] a via simplesmente como um artifício usado para excitar [esses fenômenos].
[Braid] considerou que os fenômenos mentais só foram possíveis por mudanças físicas anteriores; e, como resultado disso, o operador podia agir como um engenheiro e dirigir as forças que existiam na própria pessoa do sujeito. (Bramwell, 1903, pp.338-339)
Em 1897, Bramwell escreveu sobre o trabalho de Braid para um importante jornal de hipnotismo francês (" James Braid: son œuvre et ses écrits ").
Ele também escreveu outro artigo para o mesmo jornal sobre hipnotismo e sugestão, enfatizando fortemente a importância de Braid e seu trabalho (" La Valeur Therapeutique de l'Hypnotisme et de la Suggestion ").
Em sua resposta ao artigo de Bramwell, Bernheim repetiu sua visão totalmente equivocada de que Braid não sabia nada de sugestão ( "A propos de l'étude sur James Braid par le Dr. Milne Bramwell, etc. " ). A resposta de Bramwell (" James Braid et la Suggestion, etc. ") à deturpação de Bernheim foi enfática:
"Eu respondi [Bernheim], dando citações dos trabalhos publicados de Braid, o que mostrava claramente que ele não apenas empregava a sugestão de forma tão inteligente quanto os membros da escola de Nancy agora fazem, mas também que sua concepção de sua natureza era mais clara do que a deles" ( Hypnotism, etc. (1913), p.28).

## Publicações
As publicações de Bramwell incluem:
- Successful Treatment of Dipsomania, Insomnia, etc., and Various Diseases by Hypnotic Suggestion (1890–92).
- Hypnotic Anæsthesia (1896).
- On the Appreciation of Time by Somnambules (1896).
- "James Braid: His Work and Writings", Proceedings of the Society for Psychical Research, Vol.12, Supplement, (1896), pp. 127–166.
- "Personally Observed Hypnotic Phenomena", Proceedings of the Society for Psychical Research, Vol.12, Supplement, (1896), pp. 176–203.
- "James Braid: Surgeon and Hypnotist", Brain, Vol.19, No.1, (1896), pp.90-116.
- "On the Evolution of Hypnotic Theory", Brain, Vol.19, No.4, (1896), pp.459-568.
- Suggestion: Its Place in Medicine and Scientific Research (1897).
- "James Braid: son œuvre et ses écrits [James Braid: His Work and Writings]", Revue de l'Hypnotisme Expérimentale & Thérapeutique, Vol.12, No.1, (July 1897), pp.27-30; No.2, (August 1897), pp.60-63; (September 1897), pp.87-91.
- "La Valeur Therapeutique de l'Hypnotisme et de la Suggestion [The Therapeutic Value of Hypnotism and Suggestion]", Revue de l'Hypnotisme Revue de l'Hypnotisme, Vol.12, No.5, (November 1897), pp.129-137.
- "James Braid et la Suggestion: Réponse à M. le Professeur Bernheim (de Nancy) par M. le Dr. Milne-Bramwell (de Londres) [James Braid and Suggestion: A Response to Professor Bernheim (of Nancy) from Dr. Milne-Bramwell (of London)]", Revue de l'Hypnotisme Expérimentale & Thérapeutique, Vol.12, No.12, (June 1898), pp.353-361.
- Hypnotic and Post-hypnotic Appreciation of Time: Secondary and Multiplex Personalities, Brain, Vol.23, No.2, (1900), pp.161-238.
- "Hypnotism: An Outline Sketch – Being a Lecture delivered before the King's College Medical Society", The Clinical Journal, Vol.20, No.3, (Wednesday, 7 May 1902), pp.41-45; No.4, (Wednesday, 14 May 1902), pp.60-64.
- Hypnotism: Its History, Practice and Theory, Grant Richards, (London), 1903.
- Hypnotism: Its History, Practice and Theory (Second Edition), De La More Press, (London), 1906.
- Hypnotism and Treatment by Suggestion (1910).
- Hypnotism: Its History, Practice and Theory (Third Edition), William Rider & Son, (London), 1913.